# I Партски легион
I Партски легион (Legio I Parthica) е легион на войската на Римската империя.
Съставен е през 197 г. от император Септимий Север и има за знак Кентавър.
Както II Партски легион и III Партски легион той е образуван за поход против партите. Походът е успешен и I и III легион остават в Сингара (днес Sindschar, Северен Ирак) в Месопотамия.
I легион участва през 216/217 г. в партския поход на Каракала. Император Филип Араб (244 – 249) му дава допълнителното име Philippiana .
През 360 г. легионът е победен от персите и се мести от Сингара в Константина.
Съществува в Близкия изток до началото на 6 век.